# America (I Trilli)
America è un album del gruppo I Trilli pubblicato esclusivamente in MC nel 1989 dalla Aesse Records.

## Tracce
Lato A
1. Vanni belin-na (Rosset, Ogno, Sotgiu, Guido, Rigoli)
2. Senza mue (Isopiro)
3. Figgia de pape' (Rosset, Tani, Guido, Rigoli)
4. Trilli Trilli (Anonimo, Darini)
5. Ma se ghe penso (Margutti, Cappello)

Lato B
1. America (Rosset, Guido, Rigoli)
2. A terrassa (Rosset, Guido, Rigoli)
3. Vico drito Pontexello (Niromi, Deliperi, Zullo)
4. L'ambulante (Colombi, Romana)